# Ney Rosauro
Ney Rosauro (Rio de Janeiro, 24 oktober 1952) is een Braziliaans componist, muziekpedagoog, slagwerker, paukenist, marimbasolist en vibrafoonsolist.

## Levensloop
Rosauro studeerde slagwerk vanaf 1977 bij Luiz Anunciação, lid van het Orquestra Sinfonica Brasileira in Rio de Janeiro. Verder studeerde hij compositie en orkestdirectie aan de Universidade de Brasília (UnB) in Brasilia. Vervolgens studeerde hij aan de Hochschule für Musik Würzburg in Würzburg bij Siegfried Fink en behaalde zijn Master in Music. Hij voltooide zijn studies aan de Universiteit van Miami in Coral Gables bij Fred Wickstrom en promoveerde tot Ph.D. (Philosophiæ Doctor) aldaar.
Van 1975 tot 1987 was hij docent en instructeur aan de Escola de Música de Brasilia en was tegelijkertijd paukenist in het Orquestra Sinfónica do Teatro Nacional de Brasília. Van 1987 tot 2000 was hij hoofd van de slagwerk-afdeling van de Universidade Federal de Santa Maria (UFSM) in Santa Maria (Rio Grande do Sul). Van 2000 tot 2009 was hij directeur van de slagwerk-studio's aan de Universiteit van Miami in Coral Gables.
Als slagwerk-solist verzorgde hij optredens in meer dan 35 landen van de wereld.
Als componist schrijft hij vooral voor slagwerk-instrumenten in combinatie met orkest, harmonieorkest en andere formaties en combinaties, solowerken, maar ook pedagogische werken (methodes, etudes, etc.). Hij is vanzelfsprekend een groot vertegenwoordiger van zijn eigen werk, maar hij schrijft ook voor andere kunstenaars, zoals voor Evelyn Glennie en Keiko Abe.

## Composities

### Werken voor orkest
- 1986 Concert, voor marimba en strijkorkest, op. 12[1]
- 1991-1992 Rhapsody, voor solo slagwerk-ensemble (vibrafoon, 2 tom toms, kleine trom, repinique, 4 susp. cymbals, triangel, 2 cow bell, güiro, castagnetten, 5 temple blocks, 2 wood blocks, 3 glasses) en orkest, op. 17 nr. 1 (ter nagedachtenis aan zijn vader Alcides Coelho Rosauro)
- 1995-1996 Concert, voor vibrafoon en orkest, op. 24
- 1999 Brazil 500, voor solo slagwerk-ensemble (vijf-octaaf marimba, vibrafoon, 4 Tomtom, kleine trom, Chinees cymbal, 3 suspended cymbals, bell in "D", seeds, maraca's, caxixi, metal spring güiro, repinique, tamboerijn, berimbau, pandeiro, ratchet, 3 to 5 bird whistles, cup gong and plastic tube in "C#", auto horn, lotus flute, balloons and 10 to 12 cans) en orkest, op. 29
  1. Europe: Motherland
  2. The Voyage of the Discovery
  3. The Land represents the sonorous environment of the untouched rain forests of Brazil
  4. The Indians
  5. The Domination of the White People
  6. The First Villages and the Independence
  7. Shipwrecked and Banished
  8. Lament and Dance of the Slaves
  9. Rebellions and Wars
  10. The Independence
  11. The Brazilian People
  12. Finale: variations of the Brazilian National Anthem
- 2001-2002 Concert nr. 2, voor marimba en orkest, op. 34 nr. 1 - opgedragen aan: Keiko Abe
  1. Water Running in High Mountain
  2. Reflections and Dreams
  3. Walking on Clouds
- 2003 Brazilian Fantasy (Bach in Brazil), voor twee marimba en strijkorkest, op. 36 nr. 2
- 2003 Concert, voor vijf pauken en strijkorkest, op. 37
  1. Bachroque
  2. Aria
  3. Horse Ride
- 2005-2007 Serenata, voor marimba/vibrafoon en orkest, op. 40 nr. 1
  1. The Continent
  2. In Heaven
  3. The Journey
  4. Finale
- 2007 Cancao Da Despedida (Farewell Song), voor vibrafoon, accordeon en strijkorkest, op. 42

### Werken voor harmonieorkest
- 1997 Concert, voor marimba en harmonieorkest, op. 12 nr. 4
  1. Saudaçao (Greetings)
  2. Lamento (Lament)
  3. Dança (Dance)
  4. Despidida (Farewell)
- 2001 Suite Brazil 500, voor solo slagwerk-ensemble en harmonieorkest, op. 29 nr. 4
- 2002 Concert, voor vibrafoon en harmonieorkest, op. 24 nr. 4
  1. Recitativo-Allegro
  2. Acalanto
  3. Vivo-Presto
- 2004 Concert, voor vijf pauken en harmonieorkest, op. 37 nr. 4
- The Great Spirit of Earth and Sky, voor harmonieorkest, op. 45 (in progress)

### Werken voor koren
- 1993 Ivitory Retan, voor gemengd koor en slagwerk-ensemble, op. 19

### Vocale muziek
- 1983 O Sol é Sempre Pontual, voor zangstem, marimba en slagwerk (3 tom toms, vibrafoon en buisklokken), op. 7

### Kamermuziek
- 1980 3 Impressões, voor klarinet en slagwerk-ensemble (vibrafoon, 5 temple blocks, 2 caxixis, maraca's, kleine trom, suspended cymbal en 2 tom toms), op. 1
- 1983-1987 A Message to a Friend, voor vibrafoon (of saxofoon) en marimba, op. 10
- 1984 Sonata Periods of Life, voor vibrafoon en marimba, op. 9
  1. Dawn
  2. Childrens game
  3. Chant
  4. Rondo
- 1986 Concert, voor marimba en piano, op. 12 nr. 2
- 1992 Rhapsody, voor solo slagwerk-ensemble en piano, op. 17 nr. 2
- 1994 Dueto, voor berimbau en marimba
- 1994 5 Cirandas Brasileiras, voor marimba en vibrafoon, op. 22
  1. Samba-lelê – Alessandra dancing samba
  2. Nesta Rua tem um Bosque – In this street that is a forest
  3. Atirei o Pau no Gato – I throw a piece of wood at the cat
  4. Todo Mundo Passa – Everybody passes
  5. Pai Francisco – Father Francis
- 1996 Concert, voor vibrafoon en piano, op. 24 nr. 2
- 2003 Concert, voor pauken en piano, op. 37 nr. 2
- 2005-2007 Serenata, voor marimba/vibrafoon en piano, op. 40 nr. 2
- 2007 Two Pieces, voor marimba en ... (een ander instrument), op. 39
  1. Canção da Despedida (Farewell Song)
  2. Reunion Dance
- 2008 Sounds from Below The Mountain, voor marimba en gitaar, op. 43
- 2008 Andrea and the Wolf, voor vibrafoon en marimba, op. 44
- Concert nr. 2, voor marimba en piano, op. 34 nr. 2
- Suite Brazil 500, voor solo slagwerk-ensemble en piano, op. 29 nr. 2
- Midnight Talk, voor vijf octaaf marimba en 2 wooden frogs, op. 38

### Werken voor jazz-ensemble
- 2000 Rhapsody, voor solo vibrafoon en jazz-ensemble (Big Band), op. 17 nr. 4

### Werken voor slagwerk-ensemble
- 1980 Reflexos, voor slagwerk-ensemble (vibrafoon, xylofoon, güiro, 3 wood blocks, Tamtam, metal chimes, triangel, 2 susp. cymbals, 4 cow bells, 3 tom toms en grote trom), op. 2
- 1980 Cenas Brasileiras No.1 and 2, voor slagwerk-kwartet (marimba, vibrafoon, xylofoon en drum set), op. 3
  1. Baião
  2. Frevo
- 1981 Cadencia Para Berimbau, voor slagwerk-kwartet (solo berimbau, marimba, conga's (of bongo's) en grote trom), op. 4 nr. 1
- 1984 Variations, voor vier tom toms, op. 5 nr. 1
- 1984 Sonatina, voor Caixa Clara, op. 5 nr. 2
  1. Allegro
  2. Cantabile
  3. Rondó
- 1984 Samba (Cenas Brasileiras No.3), voor slagwerk-sextet (tamboerijn, maraca, shaker, bottle, xylofoon, claves, Woodblock, 2 kleine trommen, field drum, marimba, vibrafoon, cuica, agogo, frying pan, cymbal, pandeiro, 2 tom-toms en grote trom), op. 8
- 1986-1987 Cenas Amerindias, op. 13
  1. Brasiliana voor marimba, 5 temple blocks, 3 wood blocks en wood chimes
  2. Eldorado voor vibrafoon, 4 susp. cymbals, cow bell, triangel en crotales
- 1988 Brazilian Popular Suite, voor slagwerk-ensemble (6-8 spelers), op. 6 nr. 2
- 1988 Mitos Brasileiros, voor slagwerk-kwartet, op. 14
  1. Curupira
  2. Iara
  3. Saci Perere
  4. Uirapurú
  5. Mula sem Cabeça
- 1989-1995 Concert, voor marimba en slagwerk-sextet (basmarimba, vibrafoon, xylofoon, klokkenspel, buisklokken, 5 pauken, drum-set, cow bell, triangel, tamboerijn, Tamtam en cymbals), op. 12 nr. 3
- 1994 Rhapsody, voor solo vibrafoon en slagwerk-ensemble, op. 17 nr. 3
- 1996 Concert, voor vibrafoon en slagwerk-ensemble, op. 24 nr. 3
- 1996 Two Brazilian Steel Dances, voor Steel Band, op. 25
  1. Interlúdio
  2. Tempo de Baião
  3. Interlúdio
  4. Tempo de Samba
- 1997 Japanese Overture, voor slagwerk-ensemble (7-8 spelers), op. 26
- 2002 Valencia, voor slagwerk-ensemble, op. 33 nr. 2
- 2002 Concert nr. 2, voor marimba en slagwerk-ensemble, op. 34 nr. 3
- 2003 Concert, voor vijf pauken en slagwerk-ensemble (7-8 spelers) (glockenspiel, xylofoon, vibrafoon, marimba, basmarimba, chimes, celesta, temple blocks, cow bell, tamboerijn, susp. cymb, Tamtam, wind chimes, triangel, drum set en contrabas (optional)), op. 37 nr. 3
- 2005-2007 Serenata, voor marimba/vibrafoon en slagwerk-ensemble (7 spelers)
- 2007 Mother Earth, Father Sky, voor slagwerk-ensemble (8 spelers), op. 41
- Suite Brazil 500, voor solo slagwerk-ensemble en begeleidend slagwerk-ensemble, op. 29 nr. 3

### Werken voor marimba
- 1976/1989 Choro Bachiano, voor solo marimba, op. 15
- 1982-1984 Suite Popular Brasileira, voor solo marimba, op. 6 nr. 1
  1. Baião,
  2. Xote
  3. Caboclinho
  4. Maracatú
- 1983-1988 Three Preludes, voor solo marimba (4 mallets), op. 11
  1. Prelude nr. 1 in Mi menor (e klein) (opgedragen aan Rose Braunstein)[2]
  2. Prelude nr. 2 - homage to Heitor Villa Lobos in La Maior (A groot)
  3. Prelude nr. 3 in Do Maior (C groot) (opgedragen aan Luiz Anunciação
- 1992 Fred no Frevo, voor marimba-kwartet, op. 18
- 1993 Choro Bachiano, voor solo marimba (4 mallets), op. 15
- 1993 Variacoes sobre um Tema do Rio Grande, voor solo marimba (4 mallets), op. 20
- 1996-1997 Seven Brazilian Children Songs, voor solo marimba, op. 28
  1. A Canoa Virou - The Boat is Sunk
  2. Ciranda Cirandinha - Big Ciranda, Small Ciranda
  3. Pirulito que Bate Bate - Lollypop that Strikes, Strikes
  4. Terezinha de Jesus - Theresa from Jesus
  5. O Cravo Brigou com a Rosa - The Clove had a Fight with the Rose
  6. A Moda da tal Anquinha - The Dance of Moving Hips
  7. Vamos Maninha - Let's Go Little Sister
- 1999 Three Moods, voor marimba oor steel drum, op. 27
  1. Baroque
  2. Meditative
  3. Impatient
- 1999 Variations Over Evelyn Glennie's "A Little Prayer", voor solo marimba, op. 30
- 2002 Valencia, voor solo marimba, op. 33 nr. 1
- 2003 Marimba Concerto Suite, voor solo marimba, op. 12 nr. 5
- 2004 Brazilian Fantasy (Bach in Brazil), voor 2 marimba, op. 36 nr. 1 (opgedragen aan: Katarzyna Mycka)
- Sonata, voor solo marimba, op. 23 (onvoltooid)
- Suite from Marimba Concerto nr. 2, voor solo marimba, op. 34 nr. 4

### Werken voor vibrafoon
- 1988-1989 Bem-vindo, voor solo vibrafoon (5 mallets), op. 16
- 1993 Prelude and Blues, voor solo vibrafoon, op. 21
- 2000 Toccata and Divertimento, voor vibrafoon en gitaar (of marimba), op. 32
- 2001 Vibes Etudes and Songs, voor solo vibrafoon (4 mallets), op. 31
- 2001 My Dear Friend (uit: "Vibes Etudes and Songs"), Im memoriam my dear friend José Pedro Boessio - voor solo vibrafoon, op. 31 nr. 2
- 2002 Two Reflections for Solo Vibraphone (Brazilian Landscape and Reflections on the New World), voor solo vibrafoon, op. 35